# Absorptiekoeling

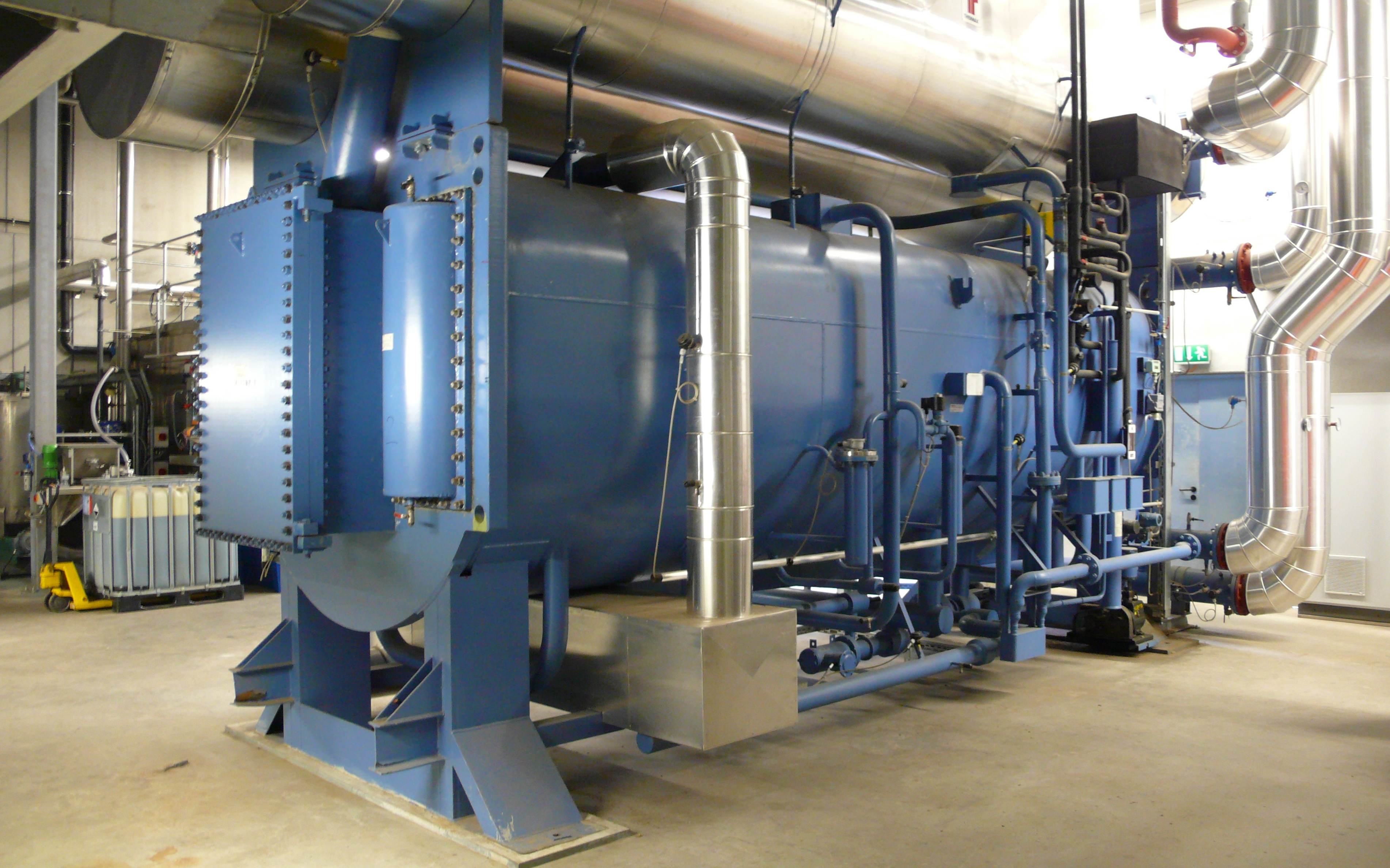
Een absorptiekoelmachine van 14 MW op basis van lithiumbromide

Absorptiekoeling is een koelmethode die een warmtebron (bijvoorbeeld de zon of een petroleumvuur) gebruikt om energie te leveren voor het koelsysteem. Absorptiekoelkasten zijn een goed alternatief voor gewone koelkasten met een compressorsysteem als elektriciteit niet of moeilijk beschikbaar is, als geruisloosheid belangrijk is, of als overtollige warmte beschikbaar is (bij turbine-uitlaten of industriële processen). Ze worden ook gebruikt om voedsel te bewaren in caravans of als kampeerkoelkast in de tent.

## Geschiedenis

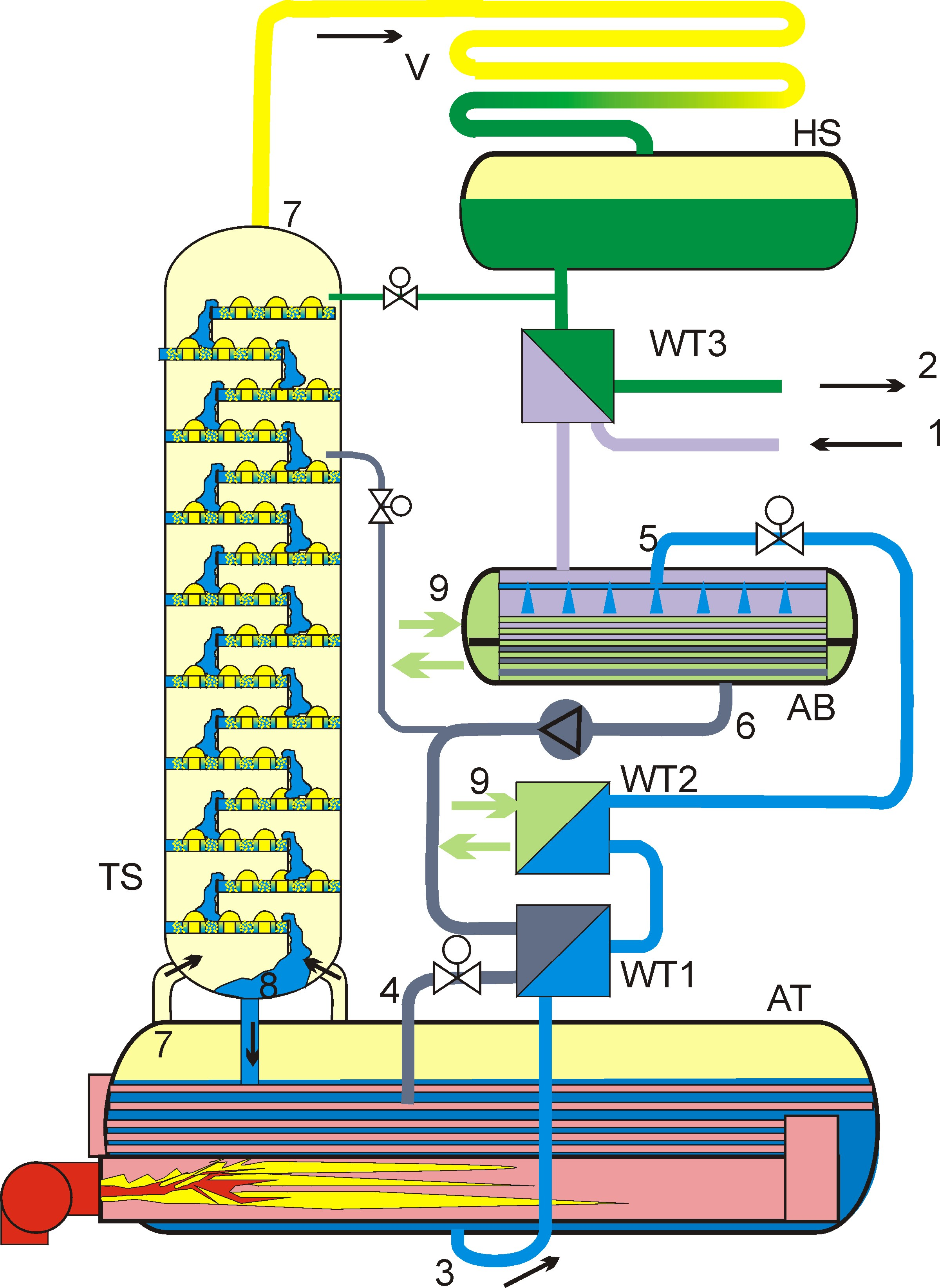
Industriële direct verhitte absorptiekoelmachine met verdampingstemperaturen van -60 °C

Absorptiekoeling werd uitgevonden door de Franse wetenschapper Ferdinand Carré in 1858. Het oorspronkelijke ontwerp gebruikte water en zwavelzuur.
In 1922 verbeterden Baltzar von Platen en Carl Munters het principe door drie vloeistoffen te gebruiken, terwijl ze nog studenten waren aan het Koninklijk Instituut voor Technologie in Stockholm, Zweden. Dit ontwerp kan zonder pomp werken.
De industriële productie begon in 1923 door de destijds pas opgerichte firma AB Arctic, die in 1925 overgenomen werd door Electrolux. In de jaren 60 kwam er een opleving door de vraag naar koelkasten voor caravans.
Op de TED Conference van 2007 presenteerde Adam Grosser zijn onderzoek naar een nieuwe kleine koelunit, bedoeld voor het bewaren van vaccins in derdewereldlanden. De koelunit kan boven een kampvuur gezet worden, en later gebruikt worden om 15 liter water 24 uur lang af te koelen tot net boven het vriespunt in een omgeving van 30 graden Celsius.

## Principe
Dit koelprincipe gebruikt twee vloeistoffen in plaats van één enkele: de koelvloeistof (bijvoorbeeld ammoniak) en een vloeistof die men absorptievloeistof noemt en die dienst doet als compressor op moleculaire schaal. Dit kan water zijn, maar meestal is het ammonia. Dit is een oplossing van ammoniak in water in een variabele concentratie volgens de verschillende fasen van het proces.
- De vloeibare ammoniak wordt verdampt in de koude kant van het apparaat (de verdamper). De vloeibare ammoniak gaat over in de gasvorm onder opname van warmte.
- De gasvormige ammoniak wordt geabsorbeerd door de vloeibare ammonia in lage concentratie die nu een hoger geconcentreerde waterige oplossing van ammoniak wordt. Ammoniak lost zeer goed op in koud water en dit houdt de druk aan de verdamperkant laag.
- Deze oplossing wordt opgewarmd in een “koker”: de vloeibare ammoniak verdampt, zijn druk en zijn temperatuur stijgen, de waterige oplossing wordt opnieuw mager en verarmt. Ze regenereert opnieuw een oplossing met een lage ammoniakconcentratie.
- De warme vloeibare oplossing van ammoniak in water wordt afgekoeld in een radiator en keert daarna terug naar het absorptiecompartiment.
- De uit de oplossing door warmte uitgekookte of gedistilleerde ammonia gaat door een koeler en wordt bij de heersende druk weer vloeibaar (nu worden de calorieën van het systeem geëvacueerd) en gaat onder invloed van de zwaartekracht terug naar de verdamper.

## Andere uitleg van de principewerking
Het systeem bestaat uit twee circuits:
- Circuit 1: klassiek circuit met verdamper en condensor met als koelmedium ammoniak
- Circuit 2: ter vervanging van de compressor is er een circuit met een waterige ammoniakoplossing. Er zijn twee concentratieniveaus:
  - Lage concentratie: nu zuigt hij ammoniak in deze oplossing (pompwerking): absorptiekoeler.
  - Hoge concentratie: deze wordt uitgedistilleerd in de “koker” met behulp van de verbranding van gas ofwel via elektrische verwarming. Het distillaat, de zuivere ammoniak, wordt daarna gecondenseerd, waarna het toegevoerd wordt aan circuit 1.